# Język kataloński

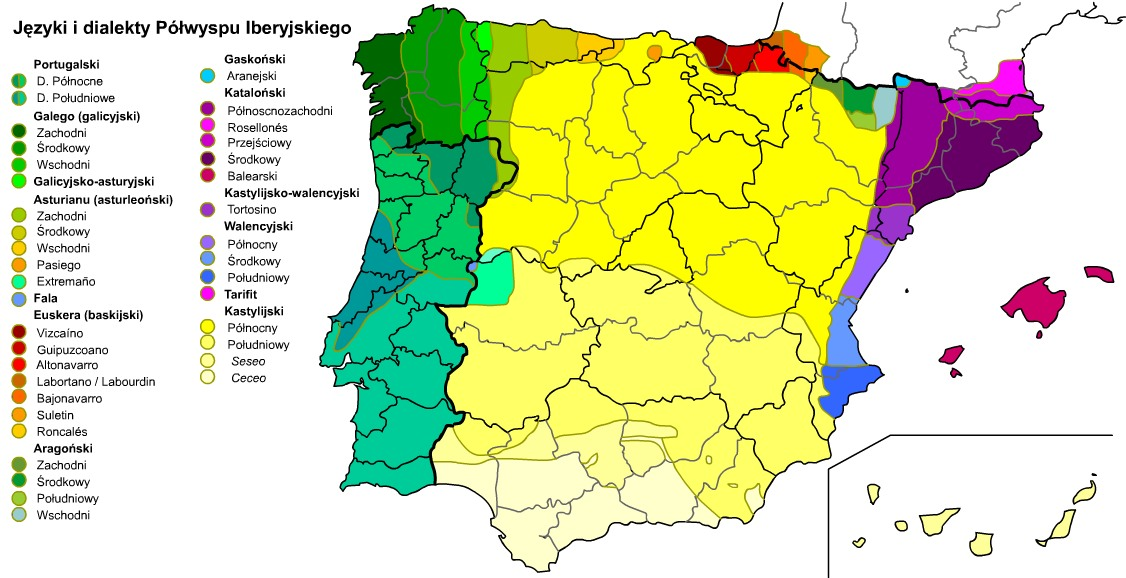
Języki i dialekty Półwyspu Iberyjskiego

Język kataloński (kat. llengua catalana [ˈʎeŋgwə kətəˈɫanə], català [kətəˈɫa]) – język romański z grupy zachodniej, mający status języka urzędowego w Andorze i hiszpańskich wspólnotach autonomicznych: Katalonii, Balearach i Walencji. Jest zrozumiały dla 9 milionów ludzi, z których większość zamieszkuje wymienione regiony Hiszpanii.

## Klasyfikacja i języki pokrewne
Według Ethnologue kataloński jest językiem wschodnioiberyjskim, mającym wiele wspólnych cech z językami: hiszpańskim, włoskim i francuskim.
Najbliższym krewnym katalońskiego jest język oksytański. Z powodu tego podobieństwa oraz opierając się na pewnych teoriach historycznych dotyczących pochodzenia Katalończyków, niektórzy językoznawcy zaliczają kataloński nie do grupy iberoromańskiej, lecz galoromańskiej. Jeszcze inni wyróżniają dla tych dwóch języków osobną grupę oksytańską. Jak wszystkie języki romańskie, kataloński wywodzi się z łaciny.

## Zasięg geograficzny
Zasięg języka katalońskiego
     Części Walencji, Katalonii i Rousillonu, w których nie używa się katalońskiego
- Andora
- Katalonia
- tzw. Pas Zachodni w Aragonii
- Baleary
- Walencja
- Katalonia Północna

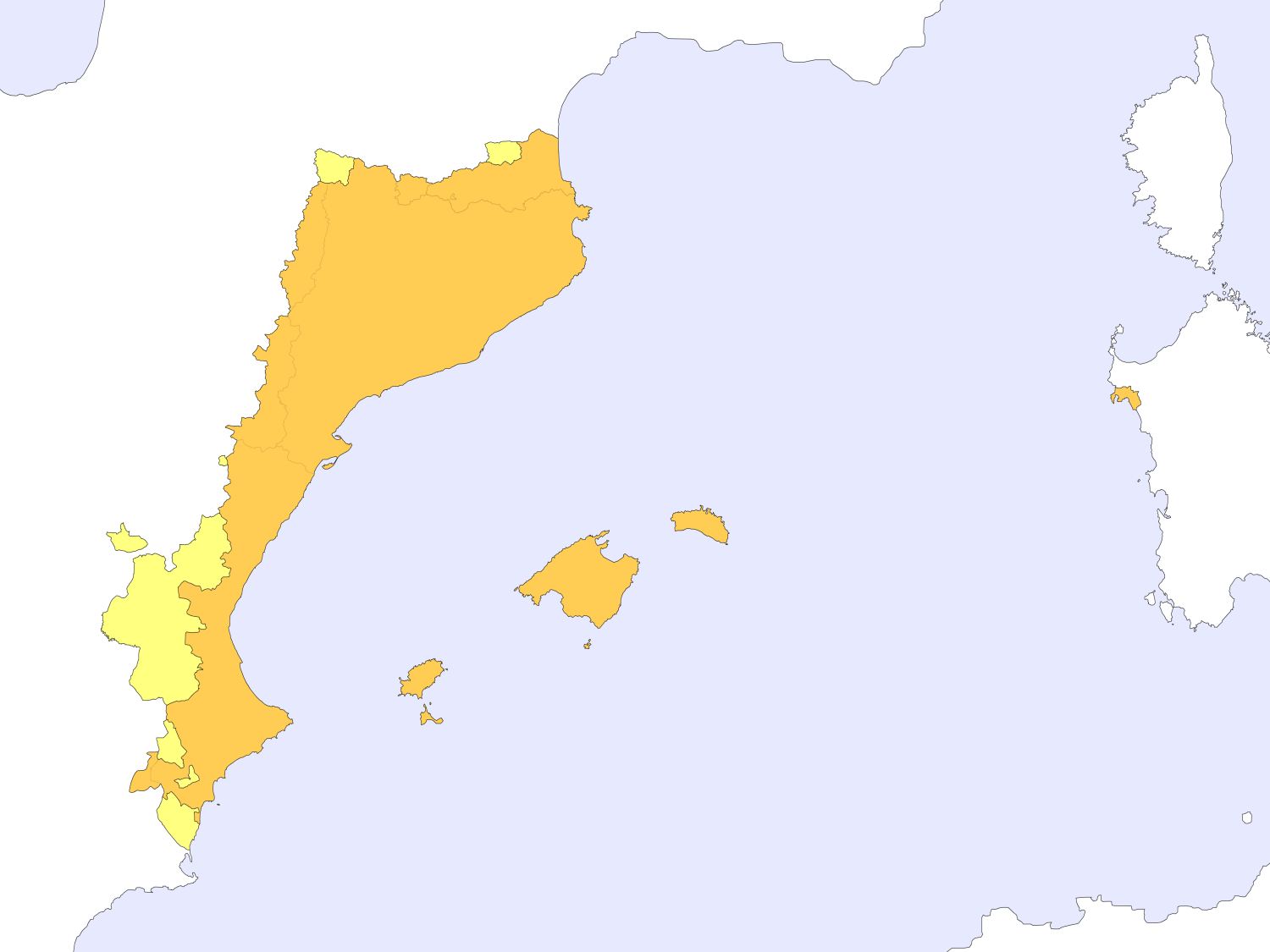
Zasięg języka katalońskiego
Części Walencji, Katalonii i Rousillonu, w których nie używa się katalońskiego

- miasto Alghero (katal. Alguer) na Sardynii
- region Carche (katal. Carxe) w Murcji

W pierwszych czterech co najmniej 75% ludności potrafi mówić po katalońsku, 90% rozumie go, a około 50% używa go na co dzień. Znajomość i popularność katalońskiego w pozostałych jest nieco mniejsza.

### Status oficjalny
Język kataloński jest jedynym językiem urzędowym Andory, a także, obok hiszpańskiego, hiszpańskich wspólnot autonomicznych Katalonii, Walencji i Balearów. Mimo dość licznej grupy mówiących, nie ma podobnego statusu w Aragonii, chociaż jest chroniony przez aragońskie prawo od 1990 r.
Ze względu na francuskie prawo i brak ratyfikacji Europejskiej Karty Języków Regionalnych lub Mniejszościowych, kataloński nie może uzyskać statusu urzędowego w Katalonii Północnej. Natomiast zgodnie z Kartą na rzecz języka katalońskiego uchwaloną przez radę generalną departamentu Pyrénées-Orientales, kataloński został uznany za część dziedzictwa kulturowego podlegającą ochronie i korzystającą ze wsparcia samorządu departamentalnego. Rada zobowiązała się do dwujęzycznej polityki informacyjnej, promocji obecności katalońskiego w sferze publicznej oraz wsparcia dla szkół dwujęzycznych (obecnie kataloński nauczany jest głównie jako nieobowiązkowy język obcy).

### Domena internetowa
W 2005 r. ICANN zdecydowała o utworzeniu nowej domeny internetowej .cat dla stron katalońskojęzycznych, jak również szerzej – jakkolwiek związanych z językiem i kulturą katalońską. Jako domena funkcjonalna, nie terytorialna, może być używana przez osoby i organizacje z całego świata.

## Odmiany języka

### Dialekty terytorialne

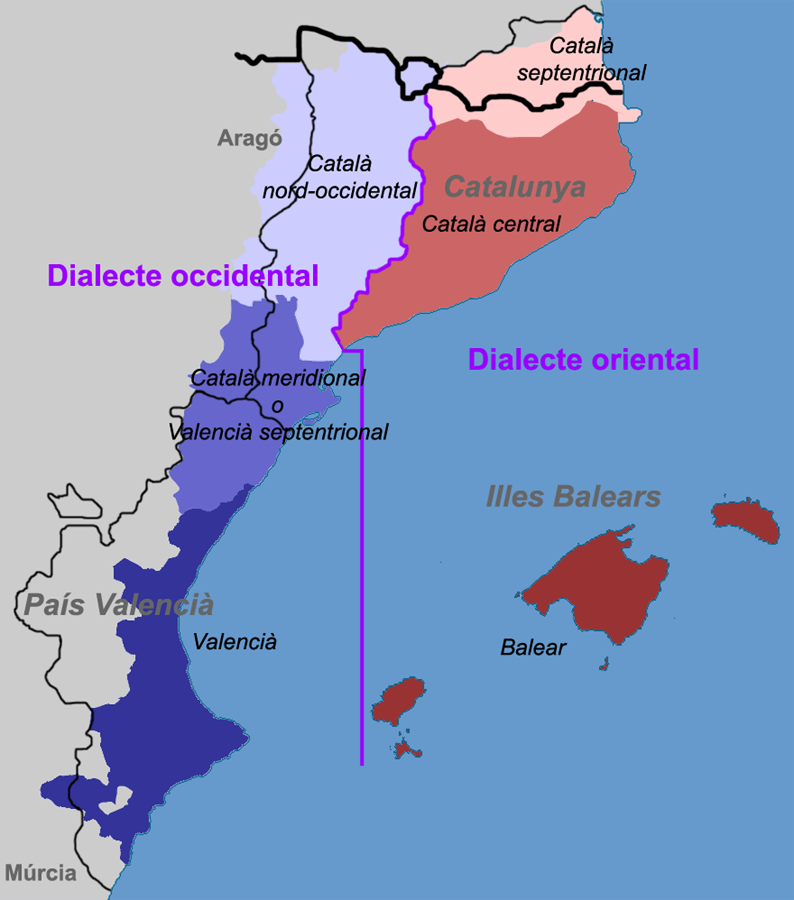
Dialekty języka katalońskiego

Językoznawcy katalońscy wyróżniają pięć dialektów głównych współczesnej katalońszczyzny, łącząc je jednocześnie w dwie grupy:
- wschodnią:
  - dialekt północny (septentrional, rossellonès) – Francja i północna część wspólnoty autonomicznej Katalonii,
  - dialekt środkowy (central) – wschodnia Katalonia,
  - dialekt balearski (balear) – Baleary;
- zachodnią:
  - dialekt północno-zachodni (nord-occidental) – zachodnia Katalonia, wschodnia Aragonia i Andora,
  - dialekt walencki (valencià) – wschodnia Walencja.

Ponadto wyróżnia się dwa dialekty przejściowe:
- walencki lub tortoski (valencià de transició, tortosí) w grupie zachodniej – południowa Katalonia, północna Walencja i przyległy fragment Aragonii,
- północnokataloński (català septentrional de transició) w grupie wschodniej – nadmorska część Pirenejów.

Archaiczny dialekt Algueru zalicza się do grupy wschodniej.
Dialekt walencki dzieli się niekiedy na kilka poddialektów. Przez niektórych uważany jest on za osobny język (zob. język walencki), jednak opinia ta nie jest popierana przez większość naukowców, zaś prawo hiszpańskie, nie rozróżniając dialektów, uznaje walencki i kataloński za dwie nazwy tego samego języka.

### Katalońszczyzna standardowa
Regulacją normatywną języka katalońskiego zajmują się:
- Instytut Studiów Katalońskich (Institut d’Estudis Catalans) w Barcelonie, którego postanowienia stosowane są w Katalonii, Aragonii, Katalonii Północnej i na Balearach – ustala normy katalońszczyzny standardowej (català estàndard), której podstawę stanowi dialekt środkowy;
- Walencka Akademia Języka (Acadèmia Valenciana de la Llengua) w Walencji, której postanowienia stosowane są we Wspólnocie Walenckiej – ustala normy standardu walenckiego.

Normy ortograficzne ustanawiane przez IEC są obecnie przyjęte również w Walencji.

## Historia

Pustynia Duero obszar względnej pustki osadniczej ukształtowany po zakończeniu podboju arabskiego (722) wraz z strefą osadnictwa baskijskiego oddzielająca miejsce formowania się języków zachodnioiberoromańskich/iberoromańskich od kolebki języka katalońskiego

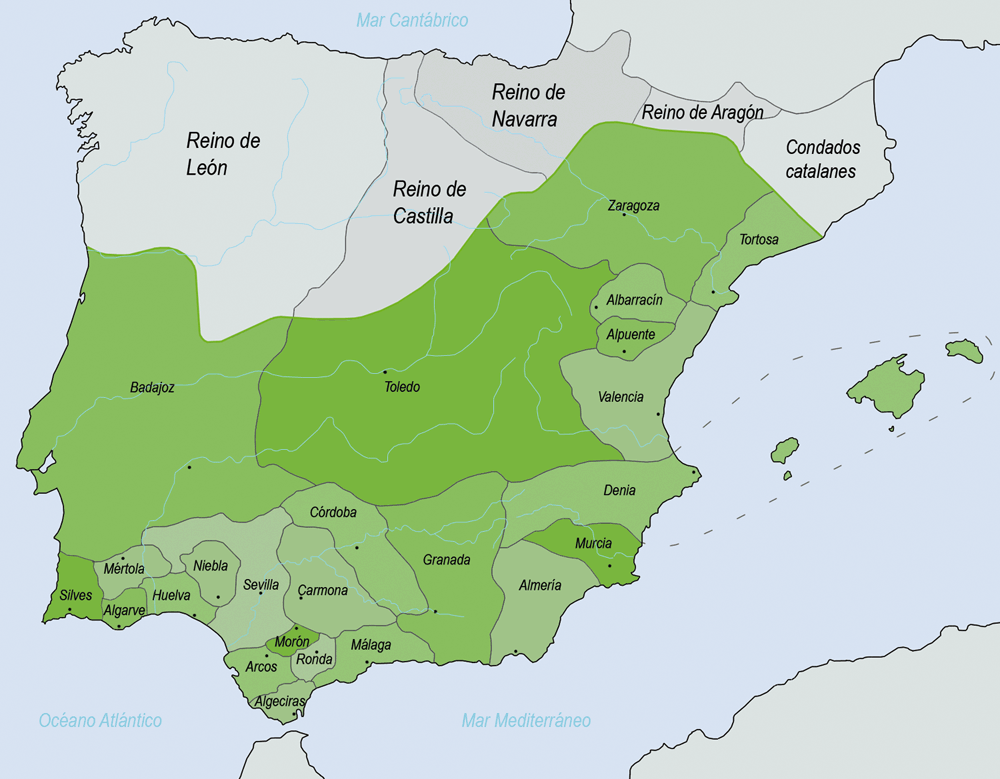
Półwysep w pierwszej epoce taifatów po ok. 1030, Saragossa zostanie zdobyta przez Aragończyków dopiero w 1118

Język kataloński wykształcił się w IX wieku z łaciny ludowej po obu stronach wschodniej części Pirenejów. Dzieli wiele cech zarówno z językami iberoromańskimi (Półwyspu Iberyjskiego), jak i z językami galoromańskimi (dzisiejszej Francji). Według niektórych, na najwcześniejszym etapie rozwoju był jedynie dialektem języka okcytańskiego, a znaczące różnice pojawiły się podczas ekspansji języka w czasach rekonkwisty na południe: do Barcelony, Tarragony, Lleidy, Tortosy, Walencji, na Baleary, Sycylię i Sardynię.
Na Baleary kataloński przynieśli najeźdźcy z Katalonii. W tym czasie muzułmańską część populacji wygnano i zastąpiono ją rodzinami przybyszów. W Królestwie Walencji muzułmanie pozostali natomiast w obszarach wiejskich i skatalanizowali się.
W trzech końcowych wiekach średniowiecza kataloński był ważnym językiem basenu Morza Śródziemnego. Barcelona stała się najważniejszym portem i faktyczną stolicą Królestwa Aragonii, obejmującego Aragonię właściwą, dzisiejszą Katalonię, późniejszą francuską prowincję Roussillon (Katalonię Północną), Walencję, Baleary, Sycylię, Sardynię i Neapol. Pisarze tego okresu określali swój język jako kataloński. Poeci natomiast, nawiązując do tradycji trubadurów, używali swego rodzaju języka sztucznego, pośredniego między katalońskim i oksytańskim.
W XV i XVI wieku, ośrodkiem władzy w Aragonii stała się Walencja. Wtedy też pierwszy raz pojawia się określenie język walencki. W roku 1478 ukończono druk pierwszej Biblii w języku katalońskim – była to Biblia Valenciana.
W XIX w. rozpoczęło się katalońskie odrodzenie narodowe, z którym związany był wzrost zainteresowania językiem katalońskim. Niemałe znaczenie dla popularyzacji katalońskiego w tym okresie miał duży udział Katalończyków w ówczesnym sukcesie gospodarczym prowincji. Dzięki temu kataloński stał się atrakcyjny dla mieszczan i wyższych warstw społeczeństwa. Kataloński był oficjalnym językiem autonomicznej Katalonii, istniejącej w Hiszpanii za czasów republiki. Za dyktatury gen. Franco odrębność katalońska była prześladowana, język oficjalnie uważano za dialekt hiszpańskiego i jego użycie w miejscach publicznych było zabronione.

### Współczesność
Po upadku dyktatury, dzięki uzyskaniu statusu języka urzędowego, szerokiej autonomii oraz odpowiedniej legislacji i dużym nakładom finansowym rządu katalońskiego (w tym szczególnie na media elektroniczne), kataloński stał się na powrót pierwszym językiem Katalonii, a jego użycie w tej wspólnocie autonomicznej stale rośnie. Najmniejszy odsetek mówiących po katalońsku występuje w stolicy – Barcelonie, co związane jest z dużą liczbą imigrantów zarobkowych z innych regionów Hiszpanii i z zagranicy. Również rząd Wspólnoty Walenckiej przedsięwziął pewne kroki dla zachowania katalońskiego (np. obowiązkowa nauka w szkołach) we wschodniej części wspólnoty, która jeszcze w XIX wieku była katalońskojęzyczna, natomiast obecnie użytkownicy katalońskiego są w mniejszości.
Dodatkowo język kataloński jest nauczany na uniwersytetach, również w składzie programu iberystyki. Istnieją również aplikacje mobilne do nauki samodzielnej.

## Pisownia i wymowa głosek

### Zróżnicowanie dialektalne
Główne różnice w wymowie przebiegają między grupą wschodnią a zachodnią, chociaż istnieją cechy wspólne dla dialektów północno-zachodniego i centralnego, a różniące je od walenckiego. Główne różnice związane są z:
- wymową samogłosek nieakcentowanych – w grupie wschodniej a i e oraz o i u wymawiane są tak samo jako [ə] i [u], w grupie zachodniej są rozróżnialne,
- wymową łacińskich tonicznych ĭ (krótkie i) i ē (długie e) – w grupie zachodniej [e], w grupie wschodniej [ɛ],
- wymową x – na wschodzie zawsze [ʃ], na zachodzie w niektórych pozycjach [tʃ].
- wymową g i j – na wschodzie [ʒ], na zachodzie (szczególnie w Walencji) [dʒ],
- wymową końcowych r i t – na północy mają tendencję do zanikania,
- wymową v i b – na wschodzie zlewają się w [b].

### Akcent
Pod względem akcentu kataloński jest bardzo zbliżony do oksytańskiego. W obu tych językach akcent jest swobodny, jednocześnie jednak duża liczba słów stosuje się do następującej reguły:
1. wyrazy zakończone na spółgłoskę posiadają akcent oksytoniczny (na ostatnią sylabę) – kat. mots aguts (oxítons);
2. wyrazy zakończone na samogłoskę posiadają akcent paroksytoniczny (na przedostatnią sylabę) – kat. mots plans (paroxítons);
3. akcent paroksytoniczny posiadają również wyrazy zakończone na:
  - samogłoskę + s (zwykle liczba mnoga rzeczowników zakończonych na samogłoskę),
  - -en lub -in (zwykle formy 3. osoby liczby mnogiej czasowników).

Z tego powodu w pisowni przyjęto ogólną zasadę, że akcentów stosujących się do powyższej reguły nie oznacza się graficznie. Regułę tę odnosi się do formy pisanej wyrazu, stąd np. bezokoliczniki zakończone na niewymawiane -r mają akcent na ostatnią sylabę i nie jest on oznaczany graficznie (chociaż w wymowie wyraz kończy się na samogłoskę); z kolei akcent oznacza się w wyrazach, w których w pisowni wypadło końcowe -n (akcentowana jest ostatnia sylaba, tak jakby n istniało, ale ponieważ nie ma go już w pisowni, akcent należy oznaczyć graficznie). Wyjątkami są sytuacje, w których konieczne jest zaznaczenie otwartości/zamkniętości samogłoski (patrz niżej).
Spora liczba wyrazów posiada akcent proparoksytoniczny – kat. mots esdrúixols (proparoxítons). Zgodnie z powyższą regułą musi on być zawsze oznaczony graficznie.

### Samogłoski
Znaczącą rolę w wymowie samogłosek (podobnie jak w języku oksytańskim) odgrywa akcent. Akcent kataloński posiada charakter toniczny, tzn. zmienia barwę samogłoski. Ogólnie samogłoski mogą posiadać trojaką wymowę:
- toniczną (tj. w sylabie akcentowanej) otwartą,
- toniczną zamkniętą,
- atoniczną (tj. w sylabie nieakcentowanej).

Uznaje się, że standardowy kataloński posiada 7 samogłosek tonicznych (vocals tòniques): otwarte (obertes) [a], [ɛ], [ɔ] oraz zamknięte (tancades) [e], [i], [o], [u]. Dialekt balearski posiada dodatkowo toniczne [ə], natomiast dialekt północny posiada wyłącznie [e] i [o] bez odpowiedników otwartych.
Jeśli z zasad przedstawionych wyżej wynika, że akcent należy oznaczyć na piśmie, stosuje się znak ` (accent greu, accent obert) nad samogłoskami otwartymi, zaś znak ´ (accent agut, accent tancat) nad samogłoskami zamkniętymi. W odróżnieniu od ortografii francuskiej (która dopuszcza opuszczanie znaków diakrytycznych nad wersalikami), akcenty zapisuje się również nad wielkimi literami.
Zasób samogłosek atonicznych (vocals àtones) jest bardzo różny dla różnych dialektów. Oprócz wyżej wymienionych może tu występować samogłoska [ə].
Poniższa tabela przedstawia wymowę samogłosek katalońskich.
| Samogłoska | Toniczna otwarta         | Toniczna zamknięta | Atoniczna – wsch. | Atoniczna – zach. |
| ---------- | ------------------------ | ------------------ | ----------------- | ----------------- |
| A          | [a]                      | —                  | [ə]               | [a]               |
| E          | [ɛ] (płd. [æ], płn. [e]) | [e]                | [ə] ([ɐ], [a])    | [e]               |
| I          | —                        | [i]                | [i]               | [i]               |
| O          | [ɔ] (płd. [ɒ], płn. [o]) | [o] (płn. [u])     | [u]               | [o]               |
| U          | —                        | [u]                | [u]               | [u]               |

Przykłady:
- pensar ‛myśleć’ – akcent nie jest oznaczony graficznie, więc toniczna jest ostatnia sylaba, gdyż wyraz kończy się na spółgłoskę; stąd wymowa standardowa [pənˈsa]
- penso ‛myślę’ – akcent nie jest oznaczony graficznie, więc toniczna jest przedostatnia sylaba, gdyż wyraz kończy się na samogłoskę; stąd wymowa standardowa [ˈpɛnsu]
- sortir ‛wychodzić’ – akcent nie jest oznaczony graficznie, więc toniczna jest ostatnia sylaba, gdyż wyraz kończy się na spółgłoskę; stąd wymowa standardowa [surˈti]
- sorten ‛wychodzą’ – akcent nie jest oznaczony graficznie, więc toniczna jest przedostatnia sylaba, gdyż wyraz kończy się na -en; stąd wymowa standardowa [ˈsɔrtən]

W przeciwieństwie do języka hiszpańskiego, w katalońskim występuje zjawisko elizji. Eliminacji mogą ulegać wyłącznie samogłoski atoniczne. Elizja jest oznaczana na piśmie apostrofem, jak w języku francuskim, w przypadkach: przyimka de (d’), rodzajników (l’) i zaimków (l’, m’, t’ itd. ale również jako następniki ’l, ’m, ’ns itd.) W innych przypadkach elizja występuje wyłącznie w mowie, np. ara és [ares].

### Barwa samogłosekeio
W przypadku wyrazów, w których sylaba toniczna nie musi być oznaczona graficznie, ustalenie, czy samogłoska e/o jest otwarta czy zamknięta, ogólnie nie jest możliwe na podstawie formy pisanej. Jedynie gdy istnieje para wyrazów identycznie pisanych, a inaczej wymawianych (jeden z samogłoską otwartą, drugi z zamkniętą), w jednym z nich zapisuje się akcent graficzny – najczęściej w wyrazie z samogłoską zamkniętą. Np.:
- sec ‛suchy’ [ˈsɛk] – séc ‛plisa’ [ˈsek];
- pèl ‛włos’ [ˈpɛɫ] – pel ‛dla’ [pəɫ].

W innych wypadkach, chociaż wymowę większości słów da się wytłumaczyć historycznie przez łacinę ludową, nie istnieją proste reguły na ustalenie barwy samogłoski. W wielu wypadkach wyrazy o takiej samej konstrukcji są wymawiane odmiennie, np.:
- cec ‛ślepy’ [ˈsek] – sec ‛suchy’ [ˈsɛk];
- pobre ‛biedny’ [ˈpɔβɾə] – sobre ‛na’ [ˈsoβɾə].

Dodatkowo sytuację komplikuje fakt różnej wymowy tych samych wyrazów w różnych dialektach, przez różnych użytkowników tego samego dialektu, a nawet przez tę samą osobę. Ogólnie można więc uznać, że opozycja [ɛ]/[e] i [ɔ]/[o] traci funkcję dystynktywną. Niemniej wydawnictwa poprawnościowe, dopuszczając różną wymowę w różnych dialektach, zabraniają dowolnego mieszania lub zlewania tych głosek w jedną.
Ogólne reguły dotyczące barwy tonicznych e i o (istnieją liczne wyjątki):
- [ɛ] występuje:
  1. w tzw. mots cultes („wyrazach kultury wysokiej” – zwykle pochodzących z łaciny klasycznej), szczególnie proparoksytonicznych oraz posiadających i lub u w następnej sylabie;
  2. przed l, ŀl, rr, r + spółgłoską (ale nie p, b, v, n, m), ndr;
  3. kiedy należy do dyftongu eu oprócz przypadków, gdy u wymienia się na v.
- [ɔ] występuje:
  1. w mots cultes, szczególnie proparoksytonicznych oraz posiadających i lub u w następnej sylabie;
  2. w dyftongach zstępujących;
  3. w wyrazach jednosylabowych zakończonych na -o (oprócz no) i -os oraz rzadziej w innych wyrazach jednosylabowych i z akcentem na pierwszej sylabie;
  4. przed rt, lt, ldr, ndr;
  5. w wyrazach dwusylabowych zakończonych na -osa oraz w wyrazach zakończonych na -oc(a), -ofa, -oig/-oja, -ol(a), -ossa, -ost(a), -ot(a).

Powyższe reguły odpowiadają standardowemu katalońskiemu. Największe różnice dialektalne dotyczą wymowy e – duża grupa wyrazów ze standardowym [ɛ] posiada [e] w dialekcie walenckim (z czego wynika nawet inna pisownia w standardzie walenckim) i [ə] w balearskim.

### Dyftongi i tryftongi
Język kataloński posiada dużą liczbę dyftongów. Są to:
- dyftongi zstępujące: au, eu, iu, ou, uu, ai, ei, oi, ui – w tym przypadku druga litera oznacza odpowiednio półsamogłoskę [w]/[ʊ̯] lub [j]/[i̯];
- dyftongi wstępujące[7]: ua, ue, uo, ia, ie, io – w tym przypadku pierwsza litera oznacza odpowiednio półsamogłoskę [w]/[ʊ̯] lub [j]/[i̯]; wyróżnia się tu:
  - dyftongi z u występujące po g i q (gua, güe itd.); przed e i i pisze się ü zgodnie z regułą ortograficzną (patrz niżej), w przeciwnym razie u należałoby nie czytać;
  - dyftongi występujące na początku wyrazu oraz po samogłosce;
  - jednak w wyrazach, w których dyftong tworzyłby jedyną sylabę, połączenia tego typu nie są uznawane za dyftongi – jest to tzw. rozziew (kat. hiat);
  - połączenia ua, ue itd. występujące po spółgłoskach nie są uznawane za dyftongi lecz rozziewy, chociaż faktycznie mogą być dyftongami z fonetycznego punktu widzenia (patrz niżej na temat akcentowania).

Uważa się, że historycznie język kataloński nie posiadał dyftongów wstępujących; stąd niektóre opracowania nie uznają ich do tej pory.
Należy zauważyć, że uu i ui są jednoznacznie dyftongami zstępującymi, stąd duus [ˈduws] (nie [ˈdwus]), vuit [ˈbujt] (nie [ˈbwit]).
Obecność dyftongów powoduje pewne komplikacje w stosowaniu zasad akcentowania:
- Dyftongi zstępujące stosują się do reguł akcentowania tak, jakby stanowiły jedną głoskę, a ewentualny akcent pada na pierwszą samogłoskę, np. caure [ˈkawɾə] (nie [kəˈuɾə]) – akcent na przedostatnią sylabę, którą tworzy dyftong au (nie samo u).
  - Wyrazy zakończone na dyftong zstępujący akcentuje się tak, jakby były zakończone na spółgłoskę – czyli na ostatnią sylabę, np. podeu [puˈðɛw] (nie [ˈpɔðəw]).
- Analogicznie zachowują się dyftongi wstępujące pierwszej i drugiej podgrupy, np. aigua [ˈajɣwə] (nie [əjˈɡu.ə]), cauen [ˈkawən] (nie [kəˈuən]), iuca [ˈjukə] (nie [iˈukə]).
- Połączenia z trzeciej podgrupy pod względem akcentowania nie stanowią dyftongu, np. ió [iˈo] wymaga akcentu graficznego, by nie przeczytać [ˈi.u].
- Tak samo połączenia z czwartej podgrupy teoretycznie tworzą 2 sylaby i historycznie były wymawiane jako dwie osobne samogłoski. Jednak współczesny standard językowy dopuszcza wymowę pierwszej z samogłosek (o ile nie jest toniczna) jako półsamogłoski i taka wymowa jest najpowszechniejsza. Np.:
  - cerveseria [sər.bə.zəˈɾi.ə] nie wymaga akcentu graficznego, gdyż uznaje się, że nie ma tu dyftongu, tylko rozziew, wyraz kończy się na samogłoskę, akcent domyślnie pada na przedostatnią samogłoskę, którą jest i;
  - natomiast w qüestió [kwəsˈtjo] (historyczna wymowa [kwəs.tiˈo]) konieczny jest akcent graficzny, by nie przeczytać [kwəsˈti.u], jednak faktycznie i nie tworzy sylaby – nie ma więc rozziewu tylko dyftong.

Jeżeli litera oznaczająca domyślnie (zgodnie z powyższymi regułami) półsamogłoskę powinna być odczytana jako pełna samogłoska, stawia się nad nią dierezę lub akcent graficzny (jeżeli jego obecność w tym miejscu wynika z reguł zapisu akcentów), np.: països [pəˈi.zus] (nie [pˈaj.zus]), país [pəˈis] (nie [pajs]). Nie stawia się dierezy, jeżeli mamy do czynienia z połączeniem przedrostka z rdzeniem wyrazu, np. reintegració.
Większość połączeń 3 samogłosek uznaje się za połączenia dyftongu i samogłoski. Niekiedy jednak dwie z nich wymawiane są jako półsamogłoski i wówczas połączenie takie stanowi tryftong. Najczęściej spotykane tryftongi to: ieu, uau, ueu.

### Spółgłoski
W poniższej tabeli zebrano litery alfabetu katalońskiego oznaczające spółgłoski i podano ich wymowę (jako pierwsze podano formy właściwe dla dialektu środkowego i rekomendowane przez IEC, w nawiasach – spotykane w innych dialektach lub nieobowiązkowe).
| Litera | Nazwa        | Wymowa |
| ------ | ------------ | --- |
| B      | be, be alta  | [b] ([β]) |
| C      | ce           | [s] przed e, i; [k] przed a, o, u |
| Ç      | ce trencada  | [s] |
| D      | de           | [d] ([ð]) |
| F      | efa          | [f] |
| G      | ge           | [ʒ] (zach. [dʒ]) przed e, i; [ɡ] ([ɣ]) przed a, o, u |
| H      | hac          | [] (nieme) |
| J      | jota         | [ʒ] (zach. [dʒ]) |
| K      | ca           | [k] |
| L      | ela          | [ɫ] (płd. [l]) |
| M      | ema          | [m] |
| N      | ena          | [n] |
| P      | pe           | [p] |
| Q      | cu           | [k] |
| R      | erra         | [r] na początku wyrazu, na początku sylaby (oprócz po [j], [w]) i niekiedy przed spółgłoskami, szczególnie szczelinowymi; [ɾ] w pozostałych przypadkach               |
| S      | essa         | [z] między samogłoskami; [s] w pozostałych przypadkach |
| T      | te           | [t] |
| V      | ve, ve baixa | [b] ([β]) (płd., balearski, walencki [v]) |
| W      | ve doble     | [b] ([β], [v]) zwykle w wyrazach dawno zapożyczonych; [w] zwykle w wyrazach nowo zapożyczonych                                                                        |
| X      | ics, xeix    | [ɡz] między początkowym e a samogłoską, [ks] między samogłoską inną niż e a samogłoską oraz po samogłosce na końcu wyrazu; [ʃ] (zach. [tʃ]) w pozostałych przypadkach |
| Y      | i grega      | w wyrazach rodzimych występuje wyłącznie w połączeniu NY; w wyrazach obcych [i], [j]                                                                                  |
| Z      | zeta         | [z] |

Dla oznaczenia dodatkowych dźwięków lub gdy wyraz wymawia się niezgodnie z powyższymi regułami, stosuje się dwu- i trójznaki zebrane w poniższej tabeli.
| Dwuznak (trójznak) | Wymowa i zastosowanie |
| ------------------ | --- |
| GU                 | [ɡw] przed a, o, u; [ɡ] przed e, i |
| IG                 | [tʃ] po samogłosce; [itʃ] po spółgłosce; stosuje się na końcu wyrazu by nie przeczytać [ɡ]                                                                        |
| IX                 | [ʃ] ([jʃ]), stosuje się po samogłosce na końcu wyrazu lub przed inną samogłoską by nie przeczytać [ks]/[ɡz]                                                       |
| LL                 | [ʎ] |
| ĿL                 | [ɫ] (Ŀ jest specjalnym znakiem, jednak nie jest uznawane za osobną literę alfabetu, gdyż nie może występować samodzielnie; połączenie ĿL nosi nazwę ela geminada) |
| NY                 | [ɲ] |
| QU                 | [kw] przed a, o, u; [k] przed e, i |
| RR                 | [r], stosuje się między samogłoskami by nie przeczytać [ɾ] |
| SS                 | [s], stosuje się między samogłoskami by nie przeczytać [z] |
| TG                 | [dʒ] |
| TJ                 | [dʒ] |
| TL                 | [ɫɫ], T oznacza podwojenie spółgłoski |
| TLL                | [ʎʎ] ([ɫɫ]), T oznacza podwojenie spółgłoski |
| TM                 | [mm], T oznacza podwojenie spółgłoski |
| TN                 | [nn], T oznacza podwojenie spółgłoski |
| TS                 | [ts] |
| TX                 | [tʃ] |
| TZ                 | [dz] (płd. [z]) |

W języku katalońskim zachodzą następujące upodobnienia:
- spółgłoski dźwięczne ubezdźwięczniają się w wygłosie i przed spółgłoskami bezdźwięcznymi (może to być lub nie być odzwierciedlone w ortografii);
- spółgłoski bezdźwięczne udźwięczniają się przed dźwięcznymi, przed n, m i r oraz na końcu wyrazu gdy następny wyraz zaczyna się samogłoską lub h;
- n przechodzi w [ŋ] przed [k], [ɡ], [s], zaś m przechodzi w [ɱ] przed [f], [v] (zjawisko naturalne dla Polaków, gdyż występuje również w języku polskim: bank, kęs, amfora);
- n przechodzi w [m] przed [p], [b] oraz w [ɱ] przed [f], [v] np. canvi [ˈkambi] lub [ˈkaɱvi] zależnie od dialektu
- n i l ulegają zmiękczeniu do [ɲ] i [ʎ] przed [ɲ], [ʎ] oraz nieco mniejszemu przed [ʃ], [ʒ], [tʃ], [dʒ];
- s ulega mniej lub bardziej wyraźnemu zmiękczeniu do [ʃ] (lub dźwięcznego [ʒ]) przed [ɲ], [ʎ], [ʃ], [ʒ].

W standardowym katalońskim nie czyta się końcowego -r (oprócz dialektu walenckiego) ani końcowej spółgłoski w końcówkach: -lt, -ld, -nt, -nd, -mp, -mb, -nc, -ng, np. anar [əˈna], tub [ˈtup]. Wyjątkiem jest sytuacja, gdy następny wyraz zaczyna się samogłoską lub h, np. cent anys [ˈsεndˈaɲs].